# 查珀爾頓 (牙買加)
查珀爾頓是牙買加的城鎮，位於該國中部，由米德爾塞克斯郡的克拉倫登區負責管轄，海拔高度218米，鎮上的醫院建於1903年，2009年人口4,559。

## 外部連結
- Photos:      （页面存档备份，存于）    .
- MSN Map[永久]